# William E. Cleary

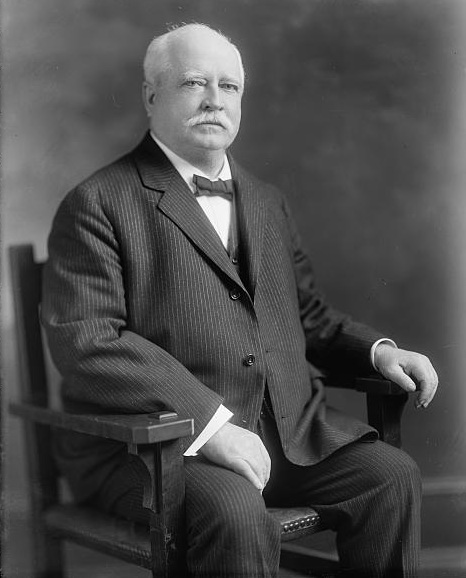
William E. Cleary, um 1923

William Edward Cleary (* 20. Juli 1849 in Ellenville, New York; † 20. Dezember 1932 in Brooklyn, New York) war ein US-amerikanischer Politiker. Er vertrat zwischen 1918 und 1921 sowie zwischen 1923 und 1927 den Bundesstaat New York im US-Repräsentantenhaus.

## Werdegang
William Edward Cleary wurde ungefähr eineinhalb Jahre nach dem Ende des Mexikanisch-Amerikanischen Krieges in Ellenville geboren und wuchs dort auf. In dieser Zeit besuchte er öffentliche Schulen und die Ellenville Academy. 1879 zog er in die damals noch eigenständige Stadt Brooklyn, wo er dem Wassertransport nachging. Cleary war Vizepräsident des New York Board of Trade and Transportation. Ferner war er Gründer und Präsident des Victory Memorial Hospital. Politisch gehörte er der Demokratischen Partei an.
Er wurde in einer Nachwahl am 5. März 1918 im achten Wahlbezirk von New York in das US-Repräsentantenhaus in Washington, D.C. gewählt, um dort die Vakanz zu füllen, die durch den Rücktritt von Daniel J. Griffin entstand. Bei den regulären Kongresswahlen im selben Jahr wurde er in den 66. Kongress gewählt. Im Jahr 1920 erlitt er bei seiner Wiederwahlkandidatur eine Niederlage und schied nach dem 3. März 1921 aus dem Kongress aus. Cleary kandidierte im Jahr 1922 für einen Sitz im 68. Kongress. Nach einer erfolgreichen Wahl trat er am 4. März 1923 die Nachfolge von Charles G. Bond an. Er wurde einmal wiedergewählt. Da er auf eine erneute Kandidatur im Jahr 1926 verzichtete, schied er nach dem 3. März 1927 aus dem Kongress aus.
Nach seiner Kongresszeit ging er wieder seinen früheren Geschäften nach. Er verstarb am 20. Dezember 1932 in Brooklyn und wurde dann dort auf dem Holy Cross Cemetery beigesetzt.